# Protectionnisme

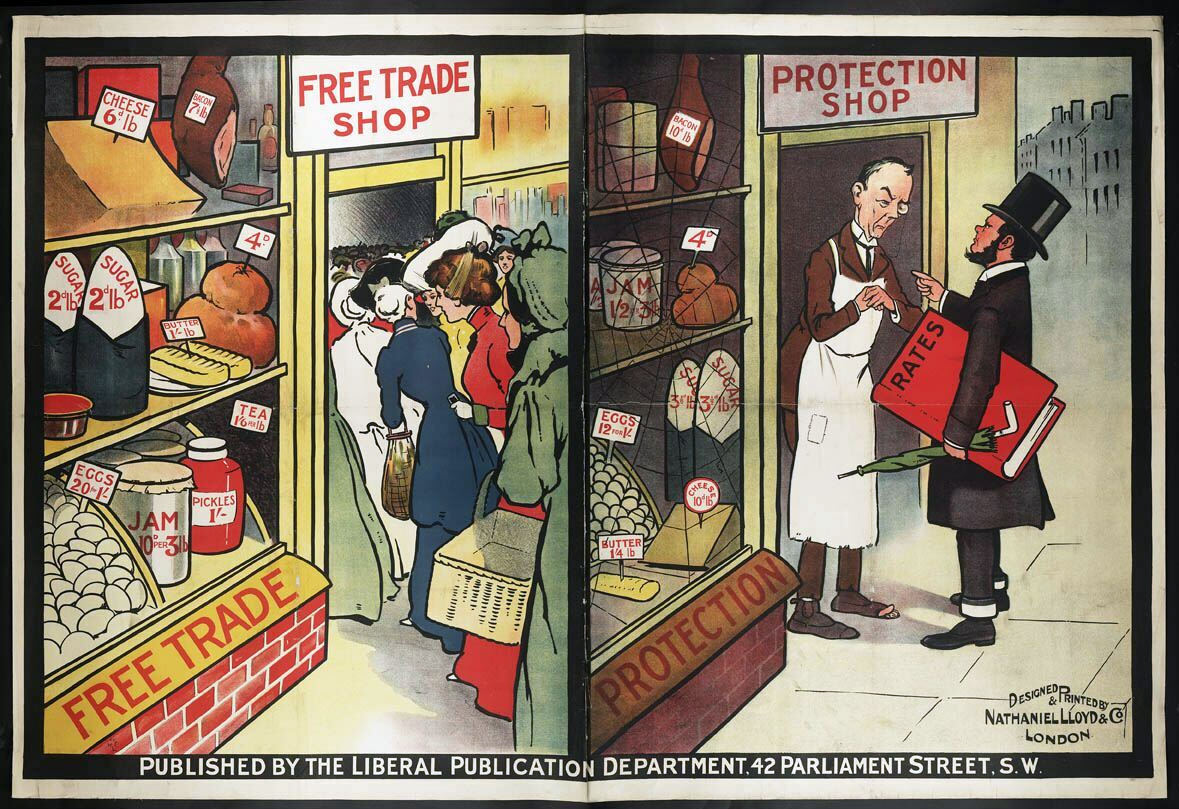
Caricature du British Liberal Party visant à critiquer le protectionnisme et à valoriser le libre-échange.

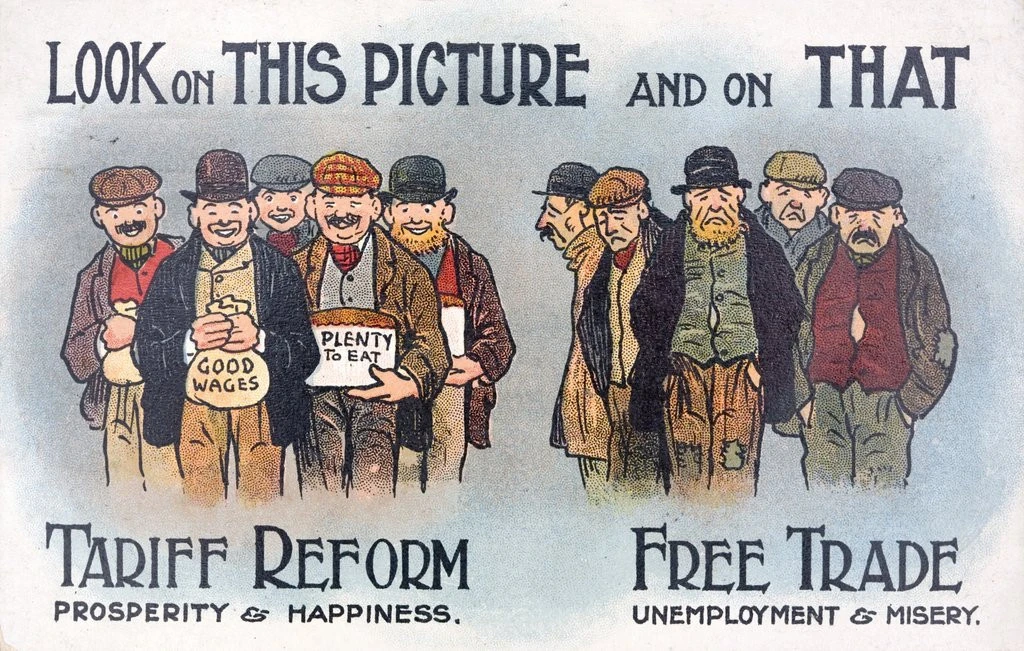
Image de 1910 montrant que le protectionnisme mène à de bons salaires, tandis que le libre-échange mène au chômage (Michael Nicholson/Corbis via Getty Images).

Le protectionnisme est une politique économique interventionniste visant à protéger et favoriser les producteurs et travailleurs nationaux face à la concurrence étrangère. Elle s'oppose à la théorie de l'avantage comparatif et au « laisser-faire », c'est-à-dire à la liberté totale de circulation des biens, des services et des capitaux au niveau international.
Le protectionnisme vise à atténuer la pression de la concurrence étrangère et à réduire le déficit commercial.  Ses partisans estiment qu'il permettrait de protéger les industries naissantes qui ne sont pas assez compétitives pour affronter la concurrence internationale
À travers l’instauration des barrières tarifaires et non tarifaires, le protectionnisme vise à augmenter le prix des biens et services importés afin d’en décourager la consommation. L'intention est que les consommateurs du pays achètent plutôt des produits locaux et, selon les partisans du protectionnisme stimulent ainsi l'économie de leur pays. Les politiques protectionnistes inciteraient donc à développer la production nationale et à remplacer les importations de biens et de services par des produits nationaux (industrialisation par substitution aux importations).
Les instruments protectionnistes sont constitués par les droits de douane (impôt prélevé sur une marchandise importée) ainsi que par des mesures non tarifaires comme l’embargo commercial (interdiction d’importer certains produits), les quotas d’importation, les barrières réglementaires (normes techniques, sanitaires ou environnementales imposés aux produits importés afin d’en augmenter le coût).
Il existe un consensus parmi les économistes selon lequel le protectionnisme a un effet négatif sur la croissance économique et le bien-être économique,,,, tandis que le libre-échange et la réduction des barrières commerciales ont un effet significativement positif sur la croissance économique,,,,,. De nombreux économistes de courant dominant, tels que Douglas Irwin, ont identifié le protectionnisme comme un facteur contributif dans certaines crises économiques, notamment pendant la Grande Dépression. Bien que la libéralisation des échanges puisse parfois entraîner une répartition inégale des pertes et des gains, et provoquer à court terme des perturbations économiques pour les travailleurs des secteurs exposés à la concurrence des importations,, le libre-échange permet de réduire les coûts des biens et services pour les producteurs comme pour les consommateurs.

## Histoire
L'histoire du protectionnisme renvoie à l'évolution dans le monde des mesures et politiques protectionnistes des états à travers l'histoire face à l'évolution concurrente du libéralisme économique.
Toutes les grandes périodes d'accroissement des échanges ont conduit à des pratiques protectionnistes de formes variables. Ce fut le cas, par exemple, de la vague d'échanges suscitée par les "grandes découvertes" européennes des XVe et XVIe siècles suivi du développement des politiques mercantilistes, de celle qui se développa au XIXe siècle durant une courte parenthèse libre-échangiste en Europe jusqu'à la Grande Dépression (1873-1896) et la Première Guerre mondiale (1914-1918).
Précédée par la puissante expansion des années 1920, la grande dépression, ou crise de 1929, dont les causes proposées par les économistes sont multiples, est la plus importante dépression économique du XXe siècle .

### Protectionnisme et Grande Dépression
Douglas Irwin évalue l'impact de la loi Hwaley-Smoot qu'au cours des deux années qui ont suivi l'imposition du  tarif Smoot-Hawley en juin 1930, le volume des importations américaines a chuté de plus de 40%. Il montre qu'une partie de cet effondrement des échanges est attribué au droit de douane lui-même et non à d'autres facteurs tels que la baisse des revenus ou les représailles étrangères. Les évaluations d'équilibre partiel et général indiquent que le tarif Smoot-Hawley a réduit les importations de 4 à 8 % (ceteris paribus). En outre, une simulation contre-factuelle suggère que près d'un quart de la baisse observée de 40% des importations peut être attribuée à l'augmentation du tarif effectif (c'est-à-dire Smoot-Hawley plus déflation).
Irwin affirme que la Loi Hawley-Smoot n’a certes pas été la cause principale de la Grande Dépression, mais qu’elle en a aggravé la sévérité en provoquant des mesures de rétorsion internationales et en réduisant le commerce mondial. La loi Smoot-Hawley a augmenté le tarif moyen sur les importations taxées de 15 à 18 %. Ce qui a quelque peu limité l’impact de Smoot-Hawley, c’est la taille relativement restreinte du secteur commercial américain à l’époque. En 1930, seulement un tiers des importations totales aux États-Unis étaient soumises à des droits de douane, et ces marchandises taxées ne représentaient que 1,4 % du PIB. Selon Irwin, il n’existe aucune preuve que cette législation ait atteint ses objectifs de création nette d’emplois ou de relance économique. Même d’un point de vue keynésien, cette politique s’est révélée contre-productive, car la chute des exportations a été plus importante que celle des importations. Bien que la baisse des revenus étrangers ait été un facteur majeur de l’effondrement des exportations américaines, le tarif a aussi limité l’accès des étrangers aux dollars américains, ce qui a conduit à une appréciation de la monnaie et rendu les produits américains moins compétitifs à l’international. Irwin souligne que l’un des effets les plus néfastes de la loi fut la détérioration des relations commerciales des États-Unis avec leurs partenaires clés. La loi a été adoptée à un moment où la Société des Nations travaillait à une trêve tarifaire mondiale, et le tarif Smoot-Hawley a été largement perçu comme une mesure unilatérale et hostile, sapant la coopération internationale. Selon Irwin, l’impact principal à long terme fut que l’indignation suscitée a incité d’autres pays à former des blocs commerciaux discriminatoires. Ces accords commerciaux préférentiels ont détourné le commerce mondial des États-Unis et freiné la reprise économique globale,.
Selon The Economist, le Smoot-Hawley Tariff Act a conduit à une baisse de deux tiers du commerce mondial. « Ce fut si catastrophique pour la croissance aux États-Unis et dans le reste du monde que les législateurs n’ont plus osé toucher au sujet depuis. 'Smoot-Hawley' est devenu synonyme de politique désastreuse ».
L’économiste Milton Friedman soutenait que, bien que les tarifs de 1930 aient causé du tort, ils n’étaient pas à eux seuls responsables de la Grande Dépression.
Paul Krugman écrit que le protectionnisme ne conduit pas à des récessions. Selon lui, la diminution des importations (qui peut être obtenue par l'introduction de droits de douane) a un effet expansionniste, c'est-à-dire favorable à la croissance. Ainsi, dans une guerre commerciale, puisque les exportations et les importations diminueront de manière égale, pour le monde entier, l'effet négatif d'une diminution des exportations sera compensé par l'effet expansionniste d'une diminution des importations. Une guerre commerciale ne provoque donc pas une récession. En outre, il note que le tarif Smoot-Hawley n'a pas provoqué la Grande Dépression. Le déclin du commerce entre 1929 et 1933 « était presque entièrement une conséquence de la Dépression, pas une cause. Les barrières commerciales étaient une réponse à la Dépression, en partie une conséquence de la déflation ».
Peter Temin, économiste au Massachusetts Institute of Technology, a expliqué qu'un droit de douane est une politique expansionniste, comme une dévaluation, car il détourne la demande des producteurs étrangers vers les producteurs nationaux. Il a noté que les exportations représentaient 7% du PNB en 1929, qu'elles ont chuté de 1,5% du PNB durant les deux années suivantes et que la chute a été compensée par l'augmentation de la demande intérieure due aux tarifs. Il a conclu que contrairement à l'argument populaire, l'effet de contraction du tarif était faible. (Lessons from the Great Depression, MIT Press, Cambridge, Mass, Peter Temin)
John Maynard Keynes, qui s'est opposé au libre-échange à partir des années 1930, notait que les pays en déficit commercial affaiblissaient leurs économies et les pays excédentaires s'enrichissent aux dépens des autres. Keynes pensait que les importations en provenance des pays excédentaires devaient être taxées pour éviter les déséquilibres commerciaux. Il défendait in fine un certain degré d'autosuffisance économique pour chaque nation,.

### Protectionnisme et développement économique des nations
Thomas Piketty relève que le protectionnisme « a joué un rôle central non seulement dans la montée en puissance de l'Europe, mais également dans la quasi-totalité des expériences réussies de développement économiques dans l'histoire ». À la suite de l'Angleterre au cours du XVIIe siècle et XVIIIe siècle, des États-Unis dès leur indépendance, de la France et de l'Allemagne dès le XIXe siècle, c'est le cas du Japon, de la Corée du sud, de Taiwan, et de la Chine durant différentes périodes du XXe siècle.

## Arguments contre le protectionnisme
La plupart des économistes affirment que le protectionnisme a un impact négatif sur la croissance économique et le niveau de développement,,. Une enquête réalisée en 1990 indique que 90 % des économistes américains estiment que les quotas et tarifs douaniers ont réduit la moyenne de niveau de vie des Américains. En 2009 l'Institut américain de recherche économique publie le résultat d'un questionnaire envoyé à cent membres de l'American Economic Association, tous titulaires d'un doctorat en économie. 83 % estiment que les États-Unis devraient supprimer les droits de douane restant, ainsi que les autres barrières protectrices. 10 % sont contre. En avril 2017, vingt-cinq prix Nobel d'économie, Prix de la Banque de Suède en sciences économiques en mémoire d'Alfred Nobel, signent une tribune dans laquelle on peut lire : « Les politiques isolationnistes et protectionnistes et les dévaluations compétitives, toutes menées au détriment des autres pays, sont de dangereux moyens d'essayer de générer de la croissance. » En janvier 2018, le FMI écrit : « La plupart des économistes conviennent qu'une augmentation des obstacles au commerce réduirait la production globale et pèserait sur la prospérité »,.
Dans les années 1980 et le début des années 1990, des économistes tels que Jagdish Bhagwati ont insisté sur les activités de recherche de rente qu'induisaient les politiques protectionnistes. En effet, pour un groupe, il est très tentant d'obtenir de l'État une protection de sorte qu'il puisse soit obtenir des profits plus élevés soit éviter de se mettre au niveau de ses concurrents internationaux. D'une manière générale le protectionnisme est vu, depuis Adam Smith comme favorisant les offreurs au détriment des consommateurs. Enfin, l'alliance entre des groupes de pression forts et l'État a tendance à déplacer les conflits commerciaux du champ économique vers le champ de la souveraineté étatique ce qui peut être potentiellement plus dangereux.
Pour les économistes en faveur du libre-échange, le protectionnisme consiste à faire peser sur le contribuable la protection politique de secteurs économiques défaillants. Comme toute intervention étatique, le protectionnisme a des effets positifs, mais qui ne concernent qu'une minorité et sont financés par l'impôt ou par les consommateurs, c'est-à-dire par des effets négatifs pesant sur les autres. Les effets négatifs sont le renchérissement des biens et services, la perte de qualité et de compétitivité, l'alourdissement de la charge fiscale quand l'accès aux biens ou services qui intéressent le consommateur lui est interdit. De plus, si les autres pays décident de renchérir le prix des produits importés par des mesures protectionnistes, ils sont les premiers perdants. Le protectionnisme motivé par des raisons exclusivement politiques (comme le fut le Blocus continental napoléonien de 1806 à 1814) serait, un « jeu perdant-perdant » : on est prêt à s'appauvrir en espérant qu'en contrepartie cela appauvrisse également l'ennemi.
Pour les partisans du libre-échange, le commerce international pouvant être vu dans la majorité des situations comme un accord gagnant-gagnant, la mise en place de mesures protectionnistes diminuera le bien-être global. Selon eux, le marché auto-élimine les entreprises les moins rentables (cas du textile) qui se délocalisent vers des pays où la main-d'œuvre est moins chère ; les pays dits « développés » sont quant à eux voués à se spécialiser dans des secteurs innovants, à forte « matière grise », et non concurrençables - pour le moment - par les pays émergents. Le protectionnisme, en renchérissant le prix des importations, permettrait de sauver les emplois de quelques industries spécifiques, mais détruirait nécessairement des emplois dans d'autres industries qui dépendent des importations, ou bien dans des industries exportatrices. Selon les libre-échangistes, il faut tenir compte aussi bien des emplois perdus indirectement en raison des restrictions commerciales qu'à ceux perdus en raison de l'évolution des structures commerciales. Le protectionnisme nuirait  à toutes les entreprises autres que celles qu'il privilégie en amputant le pouvoir d'achat général, et plus directement à celles qui dépendent d'approvisionnements étrangers pour maintenir leur compétitivité, ainsi qu'aux exportateurs qui ont besoin que l'étranger vende dans le pays pour avoir les moyens d'acheter des produits du pays.
L'économiste Stephen P. Magee (International Trade and Distorsions in Factors Market 1976) estime que les avantages du libre-échange l'emportent sur les pertes jusqu'à 100 pour 1.

## Arguments en faveur du protectionnisme

### Protection de l'industrie naissante
Au XIXe siècle Alexander Hamilton et l'économiste Friedrich List ont défendu les bienfaits d'un « protectionnisme éducateur » qui apparaît comme un moyen nécessaire pour protéger les activités ou industries naissantes. Le protectionnisme serait nécessaire à court terme pour qu’un pays entame son industrialisation à l'abri de la concurrence des industries étrangères plus avancées sous la pression desquelles elle pourrait succomber au premier stade du processus. Les activités économiques protégées peuvent s'abstraire au moins en partie des pressions de toutes natures en provenance du contexte concurrentiel étranger. Elles bénéficient de ce fait d'une plus grande liberté de manœuvre et d'une plus grande certitude concernant leur rentabilité et développement futur. La phase protectionniste est donc une période d'apprentissage qui permettrait aux pays les moins développés d'acquérir un savoir-faire général et technique dans les domaines de la production industrielle afin de devenir compétitifs sur les marchés internationaux.

### Protection contre les pratiques de dumping
Les partisans du protectionnisme invoquent une concurrence étrangère déloyale ou des pratiques de dumping :
- manipulation des devises : Une devise est dévaluée lorsque les autorités monétaires décident d'intervenir sur le marché des changes pour réduire la valeur de la devise par rapport aux autres devises. Cela rend les produits locaux plus compétitifs et les produits importés plus chers, augmentant les exportations et diminuant les importations, améliorant ainsi la balance commerciale. Les pays à monnaie faible créent des déséquilibres commerciaux : ils ont de gros excédents extérieurs alors que leurs concurrents ont de gros déficits.

Par exemple en 2010, Paul Krugman écrit que la Chine poursuit une politique mercantiliste et prédatrice, c'est-à-dire qu'elle maintient sa monnaie sous-évaluée pour accumuler des excédents commerciaux en utilisant le contrôle des flux de capitaux. Le gouvernement chinois vend du renminbi et achète des devises étrangères afin de maintenir le renminbi à un bas niveau, ce qui donne au secteur manufacturier chinois un avantage de coût sur ses concurrents. Les excédents de la Chine drainent la demande américaine et ralentissent la reprise économique dans d'autres pays avec lesquels la Chine fait du commerce. Il admet donc que les déficits commerciaux appauvrissent les États-Unis et représentent une menace. Krugman écrit : « C'est la politique de change la plus faussée qu'une grande nation ait jamais suivie ». Il note que le renmenbi sous-évalué équivaut à imposer des droits de douane élevés ou à accorder des subventions à l'exportation. Une monnaie moins chère améliore l'emploi et la compétitivité parce qu'elle rend les importations plus chères tout en rendant les produits nationaux plus attractifs. Il s'attend à ce que les excédents chinois détruisent 1,4 million d'emplois américains d'ici 2011,,,,,,,
- « dumping environnemental » lorsque la réglementation environnementale est moins contraignante qu'ailleurs. C'est, en partie, pour cela que de nombreuses entreprises occidentales implantent leurs activités polluantes dans les pays émergents, où elles bénéficient de législations plus tolérantes, et donc de coûts moindre[48] ;
- « dumping fiscal » qui consiste, pour un État, à imposer faiblement (c'est-à-dire plus faiblement que ce que font les autres pays) les sociétés et les personnes présentes sur son territoire. Exemples : Le taux d'imposition des entreprises est de zéro en Estonie et de 12 % en Irlande. En 2006, la moyenne du taux d'imposition des entreprises dans les pays de l'OCDE était de 28,6 %. Les paradis fiscaux profitent de leurs politiques de dumping fiscal[49] ;
- « dumping social » lorsqu'un gouvernement réduit (ou supprime) les cotisations sociales (ce qui à terme fragilise la protection sociale des travailleurs), ou bien que les autorités d'un pays conservent des normes sociales très basses (par exemple, en Chine, la réglementation du travail est moins contraignante pour les employeurs que des réglementations en vigueur dans les pays occidentaux)[49].

### J.M.Keynes et les déséquilibres commerciaux

#### Le tournant de la crise de 1929
Selon la théorie keynésienne, les déficits commerciaux sont nuisibles. Les pays qui importent plus qu'ils n'exportent affaiblissent leur économie. Lorsque le déficit commercial augmente, le chômage augmente et le PIB ralentit. Et les pays excédentaires s'enrichissent au détriment des pays déficitaires. Ils détruisent la production de leurs partenaires commerciaux. John Maynard Keynes pensait que les importations en provenance de pays excédentaires devraient être taxés pour éviter les déséquilibres commerciaux.
Au début de sa carrière, Keynes est un économiste marshallien profondément convaincu des bienfaits du libre-échange. À partir de la crise de 1929, il adhère progressivement aux mesures protectionnistes. Pour sortir l’économie britannique de la crise des années 1930, Keynes indiquait que la mise en place de tarifs ou autres restrictions sur les importations contribuerait au rééquilibrage de la balance commerciale et pouvait améliorer la production et l’emploi. Ainsi la diminution du déficit commercial favorisait la croissance du pays.
Il faisait remarquer que la réduction des salaires prônée par les économistes néoclassiques ou orthodoxes conduisait à une diminution de la demande nationale qui contraint les débouchés. Il proposait à la place l’idée d’une politique expansionniste associée à un système tarifaire pour neutraliser les effets sur la balance commerciale. Ainsi, pour Keynes, une politique de relance de l'économie n'est pleinement efficace que si on élimine le déficit commercial. Il envisageait la protection des agriculteurs et de certaines secteurs comme l’industrie automobile et l’industrie du fer et de l’acier, considérant qu’ils étaient indispensables à la Grande-Bretagne.

#### Critique de la théorie des avantages comparatifs
Dans la situation de l’après-crise de 1929, Keynes jugeait les hypothèses du modèle libre-échangiste irréalistes. Il critiqua par exemple, l’hypothèse néoclassique d’ajustement des salaires. Il critiqua également la dimension statique de la théorie de l’avantage comparatif qui selon lui, en fixant définitivement les avantages comparatifs, conduisait, dans les faits, à un gaspillage des ressources nationales. Il qualifia de "non-sens" l’hypothèse de parfaite mobilité sectorielle du travail puisqu’elle stipulait qu’une personne mise au chômage contribuait à réduire le taux de salaire jusqu’à ce qu’elle retrouvait un emploi. Mais pour Keynes, ce changement d’emploi pouvait impliquer des coûts (recherche d’emploi, formation) et n’était pas toujours possible. D’une manière générale, pour Keynes, les hypothèses de plein emploi et de retour automatique à l’équilibre discréditait la théorie des avantages comparatifs.
En juillet 1933, il publia un article intitulé L’autosuffisance nationale dans lequel il critiqua l’argument de la spécialisation des économies, qui est le fondement du libre-échange. Il proposa ainsi la recherche d’un certain degré d’autosuffisance et à la place de la spécialisation des économies préconnisée par la théorie ricardienne des avantages comparatifs, il préfera le maintien d'une diversité d’activités pour chaque nation. Il y réfuta également le principe selon lequel le commerce apporte la paix entre les nations. Il défendit l'idée de produire sur le sol national quand cela est possible et raisonnable,
Il écrivit dans L’autosuffisance nationale, :
« Je sympathise donc avec ceux qui minimiseraient, plutôt qu'avec ceux qui maximiseraient, l'enchevêtrement économique entre les nations. Les idées, la connaissance, la science, l'hospitalité, les voyages, voilà des choses qui devraient par nature être internationales. Mais que les biens soient fabriqués chez nous chaque fois que cela est raisonnablement et commodément possible, et, surtout, que la finance soit principalement nationale. »
On constate enfin qu'il avait définitivement pris une position protectionniste après la Grande Dépression. Il considérait en effet, que la dépréciation de la monnaie n'était plus suffisante et que les mesures protectionnistes devenaient nécessaires pour éviter les déficits commerciaux. Pour éviter le retour des crises dues à un système économique autorégulé, il lui paraissait indispensable de réguler les échanges commerciaux et arrêter le libre-échange (dérégulation du commerce extérieur).
De nombreux économistes et commentateurs de l'époque appuyaient son point de vue sur les déséquilibres commerciaux. Comme l'a dit Geoffrey Crowther : « Si les relations économiques entre les nations ne sont pas, d'une manière ou d'une autre, assez proches de l'équilibre, alors il n'y a pas un système financier qui puisse sauver le monde des conséquences appauvrissantes du chaos ». Influencés par Keynes, les textes économiques de l'immédiat après-guerre mettaient un accent significatif sur la balance commerciale. Cependant, ces dernières années, depuis la fin du système de Bretton Woods en 1971, avec l'influence croissante des écoles de pensée monétaristes dans les années 1980, ces préoccupations - et en particulier celles concernant les effets déstabilisateurs des excédents commerciaux importants - ont largement disparu du discours. Ils reçoivent à nouveau une certaine attention dans le sillage de la crise financière de 2007-2008.

### Lutte contre la désindustrialisation et la déflation salariale

#### Désindustrialisation

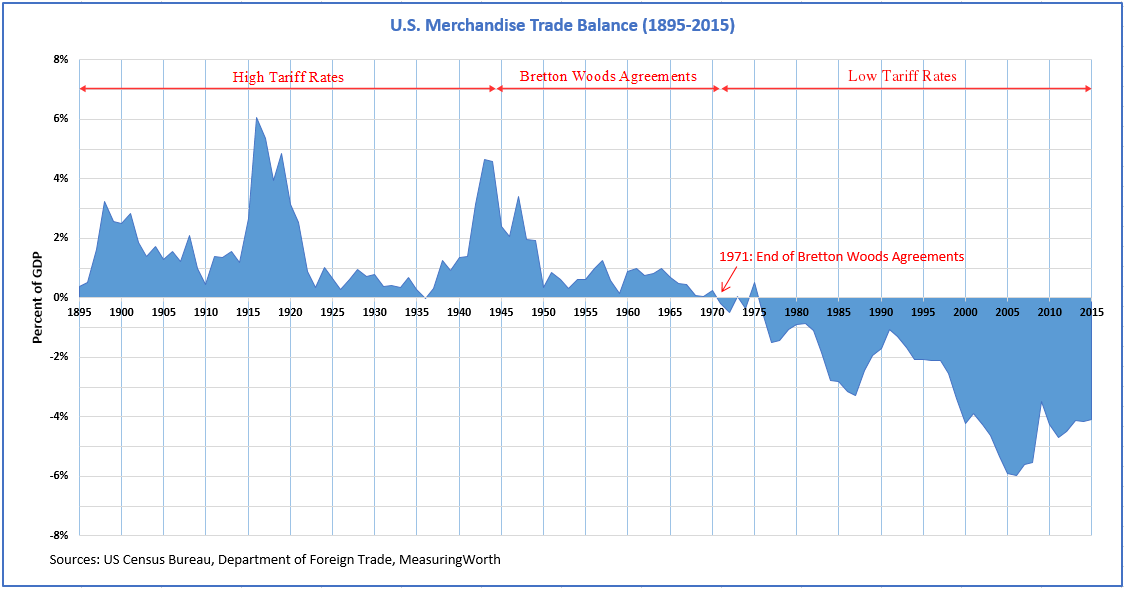
Balance commerciale des États-Unis (1895-2015)

Certains pays qui pratiquent le libre-échange connaissent une désindustrialisation. Par exemple, selon l'Economic Policy Institute, le libre-échange aux États-Unis a causé un important déficit commercial pendant des décennies, conduisant à la fermeture de nombreuses usines et à la perte de millions d'emplois manufacturiers. Les déficits commerciaux remplacent les emplois manufacturiers bien rémunérés par des emplois de services mal rémunérés. De plus, les déficits commerciaux entraînent des pertes de salaire importantes non seulement pour les travailleurs du secteur manufacturier, mais pour tous les travailleurs de l'économie dans son ensemble qui n'ont pas de diplôme universitaire. Par exemple, en 2011, 100 millions de travailleurs à temps plein sans diplôme universitaire ont perdu en moyenne 1 800 $ de salaire annuel aux États-Unis,.
En fait, ces travailleurs, qui ont perdu leur emploi dans le secteur manufacturier et doivent accepter une réduction de salaire pour trouver du travail dans d'autres secteurs, créent une concurrence qui fait baisser les salaires des travailleurs dans ces autres secteurs. De plus, la menace de délocalisation des sites de production conduit les travailleurs à accepter des baisses de salaire pour conserver leur emploi.
Selon l'EPI, les accords commerciaux n'ont pas réduit les déficits commerciaux, mais les ont augmentés. Le déficit commercial croissant des États-Unis vis-à-vis de la Chine est le résultat de la manipulation par la Chine de sa monnaie, de ses politiques de dumping, de ses subventions, des barrières commerciales qui lui donnent un avantage très important dans le commerce international. De plus, les emplois industriels perdus à cause des importations en provenance de Chine sont bien mieux rémunérés que ceux créés par les exportations vers la Chine. En fait, les États-Unis exportent vers la Chine des produits à bas salaires tels que les produits agricoles et importent des produits à hauts salaires tels que les produits informatiques et électroniques. Ainsi, la réalité économique des États-Unis contredit la théorie économique néoclassique selon laquelle les États-Unis se spécialisent dans la production de biens qui nécessitent une main-d'œuvre hautement qualifiée et bien rémunérée et importent des biens qui nécessitent une main-d'œuvre moins qualifiée. Ainsi, même si les importations étaient égales aux exportations, les travailleurs perdraient quand même une partie de leurs salaires.
D'autres économistes ont également souligné ces effets négatifs du commerce avec la Chine sur les travailleurs américains dans leur article "Pourquoi les travailleurs américains deviennent-ils plus pauvres ? Chine, commerce et délocalisation".
D'autres recherches montrent qu'au Royaume-Uni dans les années 2000, les travailleurs des secteurs les plus touchés par la croissance des importations en provenance de Chine ont connu plus d'arrêts de travail et des salaires plus bas. Encore une fois, ces effets étaient plus prononcés chez les personnes peu qualifiées.

#### Déflation salariale et crise de la dette

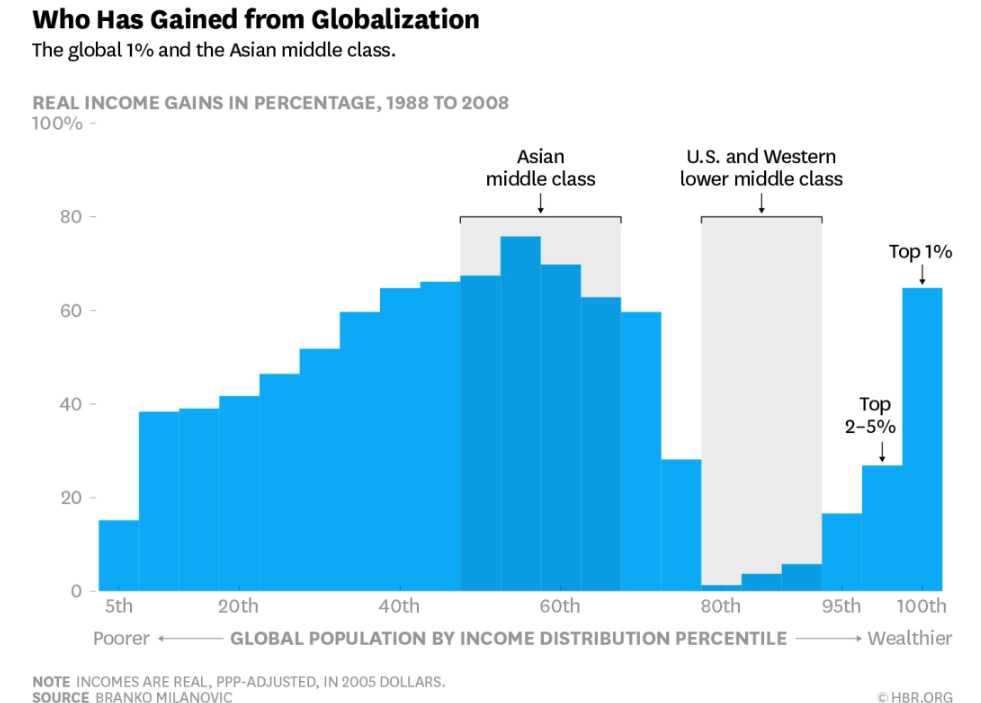
Gains de revenu réels dans la population mondiale

Selon l'économiste Jacques Sapir, le libre-échange entraîne des délocalisations d'usines, une désindustrialisation et un effet dépressif sur les salaires dans certains pays qui pratiquent le libre-échange, comme les États-Unis. En fait, d'autres pays (par exemple en Asie) ont développé des politiques commerciales internationales prédatrices ou mercantilistes. Par exemple, ils ont procédé à des dévaluations massives de leur monnaie, mené une politique de dumping social et environnemental, poursuivi une politique de déflation compétitive et restreint leur consommation intérieure. Dans le cadre du libre-échange généralisé instauré par l'OMC, cela a conduit à la délocalisation d'usines et d'emplois vers ces pays mercantilistes. En fait, la libéralisation financière et commerciale a alimenté les déséquilibres entre la production et la consommation dans les pays de libre-échange, entraînant des crises. Dans ces pays, l'écart entre le revenu moyen et le revenu médian s'est creusé. Dans certains pays, le revenu de la majorité de la population est complètement stagnant ou même en baisse. Cet effet de déflation salariale a été exacerbé par la menace de délocalisation, qui conduit les travailleurs à accepter de moins bonnes conditions sociales et salariales pour conserver leur emploi. Les entreprises utilisent la menace de la délocalisation pour saper les accords et arrangements sociaux antérieurs. En conséquence, les pays de libre-échange ne peuvent choisir qu'entre la déflation salariale ou la délocalisation et le chômage,.
Le libre-échange contribue donc à la baisse des revenus de la plupart des ménages. Le boom du crédit, qui a techniquement provoqué la crise de 2008, était le résultat d'une tentative de permettre à la plupart des gens de continuer à consommer à un moment où les revenus stagnaient ou même diminuaient en raison du libre-échange (comme aux États-Unis pour le ménage médian). L'endettement des ménages a augmenté de façon spectaculaire dans tous les pays développés. De plus, la pression concurrentielle résultant de la politique de dumping a conduit à une augmentation rapide de l'endettement des entreprises. L'augmentation de l'endettement des acteurs privés (ménages et entreprises) dans les pays développés, alors que la plupart des revenus des ménages ont baissé en termes relatifs ou absolus sous l'effet de la déflation salariale, ne pouvait que conduire à une crise d'insolvabilité. Cela a conduit à la crise financière,,.
L'insolvabilité de la grande majorité des ménages est au cœur de la crise de la dette hypothécaire qui a frappé les États-Unis, le Royaume-Uni et l'Espagne en 2008. Le cœur de la crise n'est donc pas les banques, dont le dérèglement n'est qu'un symptôme, mais le libre-échange, dont les effets se conjuguent à ceux de la libéralisation financière,,.
La mondialisation a ainsi provoqué des déséquilibres, comme la déflation salariale dans certains pays. Ces déséquilibres ont à leur tour conduit à une augmentation brutale de l'endettement des acteurs privés. Cela a conduit à une crise d'insolvabilité. Enfin, les crises sont devenues de plus en plus rapides et violentes. Par conséquent, l'introduction de mesures protectionnistes, telles que les quota et les droits de douane, est essentielle pour protéger les marchés intérieurs des pays, augmenter les salaires et augmenter la demande. Cela pourrait permettre la reconstruction du marché intérieur sur une base stable, avec une amélioration significative de la solvabilité des ménages et des entreprises,.
L'argument principal des opposants au protectionnisme est que certaines productions locales sont plus chères que des productions importées, que le surcoût de ces productions locales pèsent sur le pouvoir d'achat des ménages, qui consomment donc moins, ce qui causerait des pertes d'emploi. Jacques Sapir critique cet argument en affirmant qu'il ne tient pas compte du fait que le protectionnisme permet de relocaliser des productions et donc de réembaucher des travailleurs, qui voient donc leur pouvoir d'achat augmenter. L'économiste Gaël Giraud estime que, en situation de libre échange, ce que gagnent les consommateurs en achetant des produits importés peu chers est perdu par l'ensemble des salariés en termes de compression de salaires.

### Critique de la théorie de l'avantage comparatif
La théorie de l'avantage comparatif stipule que les forces du marché conduisent tous les facteurs de production à leur meilleure utilisation dans l'économie. Elle soutient que le libre-échange international profiterait à tous les pays participants et au monde dans son ensemble, car ils seraient en mesure d'augmenter leur production totale et de consommer davantage en se spécialisant en fonction de leurs avantages comparatifs. Les marchandises deviendraient moins chères et disponibles en plus grandes quantités. De plus, cette spécialisation ne serait pas causée par le hasard ou par des interventions politiques, mais automatiquement. Cependant, selon des économistes non néoclassiques, le libre-échange et la théorie de l'avantage comparatif reposent sur des hypothèses qui ne sont ni théoriquement ni empiriquement valables,,.
Hypothèse irréaliste 1 – le capital et le travail ne sont pas mobiles à l'échelle internationale.
L'immobilité internationale du travail et du capital est fondamentale pour la théorie de l'avantage comparatif. David Ricardo était conscient que l'immobilité internationale du travail et du capital est un postulat indispensable. Les économistes néoclassiques, quant à eux, soutiennent que l'ampleur de ces mouvements de main-d'œuvre et de capital est négligeable. Ils ont développé la théorie de la compensation des prix des facteurs, qui rend ces mouvements superflus. Dans la pratique, cependant, les travailleurs se déplacent en grand nombre d'un pays à l'autre. Le capital est devenu de plus en plus mobile et se déplace souvent d'un pays à l'autre. De plus, l'hypothèse néoclassique selon laquelle les facteurs sont fixés au niveau national n'a aucun fondement théorique et l'hypothèse du nivellement des prix des facteurs ne peut justifier l'immobilisme international. De plus, rien ne prouve que les prix des facteurs soient les mêmes dans le monde entier. Par conséquent, la théorie des avantages comparatifs ne peut pas déterminer la structure du commerce international,,.
Hypothèse irréaliste 2 – il n'y a pas d'externalités.
Une externalité est le terme utilisé lorsque le prix d'un produit ne correspond pas à son véritable coût ou valeur économique. L'externalité négative classique est la dégradation de l'environnement, qui réduit la valeur des ressources naturelles sans conduire à l'augmentation du prix du produit dont la fabrication a épuisé ces ressources. L'externalité positive classique est l'expansion technologique, où l'invention d'un produit par une entreprise permet à d'autres entreprises de le copier ou de s'en servir, générant ainsi une richesse que l'entreprise d'origine ne peut pas exploiter. Si les prix sont mal évalués en raison d'externalités positives ou négatives, le libre-échange produira des résultats sous-optimaux,,.
Hypothèse 3 irréaliste – les ressources productives se déplacent facilement entre les secteurs.
La théorie de l'avantage comparatif suppose que les ressources utilisées pour fabriquer un produit peuvent être utilisées pour fabriquer un autre objet. S'ils ne peuvent pas le faire, les importations ne stimuleront pas l'économie vers des industries mieux adaptées à leur avantage comparatif et ne feront que détruire les industries existantes. Par exemple, lorsque les travailleurs ne peuvent pas passer d'une industrie à une autre — généralement parce qu'ils n'ont pas les bonnes compétences ou ne vivent pas au bon endroit — les changements dans l'économie dues à certaines importations ne les déplaceront pas vers une industrie plus appropriée, mais plutôt vers le chômage ou des emplois précaires et improductifs,,.
Hypothèse irréaliste 4 – les bénéfices du commerce international ne sont que des bénéfices statiques.
La théorie de l'avantage comparatif permet une analyse « statique » plutôt que « dynamique » de l'économie. Les développements dynamiques endogènes au commerce, comme la croissance économique, ne sont pas intégrés dans la théorie de Ricardo. Et cela n'est pas changé par ce qu'on appelle "l'avantage comparatif dynamique". Or, le monde, et en particulier les pays industrialisés, se caractérisent par des gains dynamiques endogènes aux échanges. De plus, les gains dynamiques sont plus importants que les gains statiques,,.
Hypothèse irréaliste 5 – le commerce est toujours en équilibre et il existe un mécanisme d'ajustement.
Une hypothèse cruciale dans les formulations classiques et néoclassiques de la théorie de l'avantage comparatif est que le commerce est en équilibre, ce qui signifie que la valeur des importations est égale à la valeur des exportations de chaque pays. Le volume des échanges peut changer, mais le commerce international sera toujours en équilibre, du moins après un certain temps d'ajustement. Cependant, les déséquilibres commerciaux sont la norme et le commerce équilibré n'est qu'une exception dans la pratique. De plus, les crises financières, comme la crise asiatique des années 1990, montrent que les déséquilibres de la balance des paiements sont rarement bénins et ne s'autorégulent pas. En pratique, il n'y a pas de mécanisme d'ajustement,,.
Hypothèse irréaliste 6 – le commerce international est compris comme du troc.
La définition du commerce international en tant que troc constitue la base de l'hypothèse d'un commerce équilibré. Ricardo soutient que le commerce international se déroule comme s'il s'agissait d'un simple troc - une hypothèse soutenue par les économistes classiques et néoclassiques ultérieurs. En pratique, cependant, la vitesse de circulation de la monnaie n'est pas constante et la masse monétaire n'est pas neutre pour l'économie réelle. L'argent n'est pas seulement un moyen d'échange. D'abord moyen de paiement, il sert aussi à stocker de la valeur, à régler des dettes, à transférer de la richesse. Ainsi, contrairement à l'hypothèse du troc de la théorie des avantages comparatifs, la monnaie n'est pas une marchandise comme les autres. Et l'argent en tant que réserve de valeur dans un monde d'incertitude influence considérablement les motivations et les décisions des détenteurs de richesse et des producteurs,,.
Hypothèse irréaliste 7 – la main-d'œuvre ou le capital est pleinement utilisé.
Ricardo et les économistes classiques ultérieurs supposent que le travail a tendance à être pleinement employé et que le capital est toujours pleinement utilisé dans une économie libéralisée, car aucun propriétaire de capital ne laissera son capital inutilisé, mais essaiera toujours d'en tirer un profit. Le fait qu'il n'y ait pas de limite à l'utilisation du capital est une conséquence de la loi de Jean-Baptiste Say qui suppose que la production n'est limitée que par les moyens, supposition qui est également adoptée par les économistes néoclassiques. Dans la pratique cependant, le monde est caractérisé par le chômage. Le chômage et le sous-emploi du capital et de la main-d'œuvre ne sont pas des phénomènes éphémères, mais sont généraux et répandus. Le chômage et les ressources inexploitées sont la règle plutôt que l'exception,,.

### Réciprocité et commerce équitable
Selon l'économiste Jacques Sapir, l'ouverture d'une économie à la concurrence internationale ne peut produire d'effets positifs que si cette concurrence est « juste », c'est-à-dire si elle ne s'accompagne pas de dumping social, environnemental ou fiscal. L'économiste Pascal de Lima note que l'Union européenne applique des droits de douane sur les produits importés en provenance de l'extérieur « pour défendre ses intérêts économiques », mais il estime qu'elle le fait de façon illogique, « se protégeant mal […], ouvrant les frontières là où le risque économique est plus grand », notamment vis-à-vis de la Chine ou d'autres pays ayant des niveaux de vie beaucoup plus faibles.
Maurice Allais affirme que le protectionnisme entre pays à salaires comparables n'est pas souhaitable en général, mais il devient absolument nécessaire entre des pays ayant des niveaux de vie très différents. Il estime notamment que l'ouverture vis-à-vis de la Chine est une folie, mais il critique aussi le libéralisme intra-européen. Selon lui, les différences de coûts de fabrication entre la France et certains autres pays d'Europe, « cinq ou dix fois moindres – si ce n’est des écarts plus importants encore », constitue une situation de concurrence « non viable ». Il considère que cette libéralisation du commerce conduit au chômage, dont les causes seraient d'une « simplicité folle » : le chômage découle des délocalisations, elles-mêmes engendrées par de trop grandes différences de salaires. La solution est donc pour lui évidente : « rétablir une légitime protection ».
Pour Dani Rodrik, le libre-échange serait une situation optimale si tous les pays étaient au même stade de développement, mais comme ce n'est pas le cas, il voit le protectionnisme comme un moyen de lisser les chocs liés aux mutations économiques.
Des mesures protectionnistes peuvent être mises en place afin de riposter contre la mise en place, par un pays adverse, de mesures similaires.

### Sécurité nationale
Certains biens vitaux à la sécurité nationale font souvent l'objet de protectionnisme. C'est le cas de certaines technologies de pointe qui participent de la protection des intérêts supérieurs d'un Etat. Les ventes d'armes font l'objet d'un protectionnisme généralisé en vertu d'accords internationaux soumettant les ventes d'armes au contrôle des États.

### Protection culturelle
La culture peut faire l'objet d'exemptions au libre-échange lorsqu'elle est considérée comme un bien différent des biens de consommation courante. La France défend ainsi la position de l'exception culturelle au sein de l'Organisation mondiale du commerce.

## Instruments protectionnistes

### Droits de douane sur les biens et services
Imposer des droits de douane consiste à taxer les produits importés afin d'augmenter leur prix, et ainsi de diminuer la quantité achetée par les consommateurs.
Exemples :
- en janvier 2009, les États-Unis ont triplé les droits de douane qu'ils appliquent sur le roquefort, tout en portant à 100 % les droits de douane sur d'autres produits européens (chocolats, jus de fruit, légumes, fruits, chewing-gums…)[72] ;
- en décembre 2008, l'Inde a augmenté ses droits de douane sur le soja, le fer et l'acier ; pour les porter à 20 %[72] ;
- en décembre 2020, l’administration des États-Unis va imposer des droits de douane supplémentaires sur des produits européens, estimant que l’Union européenne (UE) a prélevé trop de taxes sur des produits américains dans le cadre du litige entre Boeing et Airbus[73].

### Taxes carbone
Une taxe carbone aux frontières peut-être décidée par un pays ou une zone de libre-échange. Elle s'applique alors aux flux internationaux de marchandises, à savoir les biens et services importés, notamment de pays aux normes environnementales moins contraignantes que le pays de consommation du bien. La tarification du carbone peut alors être déterminée selon la quantité de CO2 que le produit importé a nécessité pour sa production en dehors du territoire et son transport.
La mise en place d’un prix du carbone à l’émission sur un territoire donné doit alors s’accompagner de mécanismes de compensation aux frontières.
Plusieurs pays européens, dont la France, et l’Union Européenne envisagent ou ont déjà inscrit dans la loi la neutralité climatique d’ici à 2050. L'Europe envisage la mise en œuvre d’ajustement carbone aux frontières de l’Union Européenne afin d'éviter le transfert des émissions vers des concurrents extra-européens et des sites de production relocalisés à l’étranger. Les efforts entrepris par ce biais pour la relocalisation des sites industriels auront à leur tour un effet positif sur l’empreinte carbone européenne.
Ces mesures doivent éviter un risque de non-conformité avec les règles de l’Organisation mondiale du commerce si elles étaient mal conçues.

### Mesures dites non tarifaires

#### Procédures de dédouanement
Il s'agit d'alourdir les procédures administratives pour les importations (obligation de remplir des documents administratifs compliqués, longue période de blocage en douane, etc.).
Exemple : En 1982, la France a mis en place ce système pour réduire les importations de magnétoscopes en provenance du Japon. Ces derniers devaient être dédouanés à Poitiers.

#### Normes techniques ou sanitaires
Ces normes correspondent à un cahier des charges (types de traitements autorisés — ou obligatoires — pour les produits agricoles, etc.) qu'un produit doit remplir pour pouvoir être vendu dans un pays. Exemple : L'Union européenne interdit les importations de bœuf aux hormones.

#### Autres normes professionnelles
Les statuts des professions « protégées » et autres réglementations / normes faisant barrière à l'accès à ces activités, présentées comme apportant des garanties de compétence et rigueur aux utilisateurs, sont des domaines où le corporatisme tend à rejoindre le protectionnisme.
Dans le même ordre d'idées se situe la protection des monopoles de certaines entreprises et institutions publiques.

#### Quotas
Ils visent à limiter la quantité de produits importés.
Exemples :
- pour la période allant du 15 décembre 2008 au 31 décembre 2010, l'Indonésie a mis en place des « licences d'importations » sur cinq cents produits (électronique, jouets, textiles, certaines denrées alimentaires)[72] ;
- quotas de l'Union européenne sur l'acier ukrainien (supprimés en mai 2008)[49] ;
- un accord multifibre établissait une limite (pour chaque pays et chaque produit) des textiles qui pouvaient être importés dans l'Union européenne. Lorsqu'il fut supprimé en 2005, on a assisté à une forte hausse des importations de textile provenant de Chine, au détriment de celles en provenance de la Tunisie et du Maroc[49].

### Lois limitant les investissements étrangers
Les autorités d'un pays peuvent chercher à protéger certaines activités (considérées comme stratégiques) contre les prises de participation par des investisseurs étrangers.
Exemples :
- en 2009, La loi sur investissement Canada (LIC) a subi un certain nombre de modifications importantes prenant effet dès mars 2009. Notamment, La LIC vise notamment à encourager les non-Canadiens à investir au Canada puisque cela contribue à la croissance économique et à la création d’emplois[76] ;
- en avril 2008, l'Allemagne a adopté une loi qui rend nécessaire une autorisation pour « tout investissement supérieur à 25 % du capital d'une entreprise dans le domaine des « infrastructures stratégiques » et dès lors que l'« intérêt national » est en jeu »[72] ;
- en avril 2008, la Russie a adopté une loi qui rend nécessaire une autorisation pour « tout investissement supérieur à 25 % du capital des entreprises de quarante-deux « secteurs stratégiques » (nucléaire, pétrole, mines, pêche, édition…) »[72] ;
- depuis octobre 2007, une loi promulguée aux États-Unis instaure que « tout achat ou implantation d'entreprise par des fonds étrangers peut être interdit dès lors qu'il met en cause la sécurité nationale »[72] ;
- en 2006, les États-Unis ont interdit que P&O (société propriétaire des ports de Baltimore, Philadelphie et New York) soit rachetée par une entreprise de Dubaï[49] ;
- en 2005, les États-Unis ont interdit que la compagnie pétrolière américaine Unocal soit rachetée par le groupe chinois Cnooc[49] ;
- le 30 décembre 2005, la France a décrété qu'une autorisation serait désormais nécessaire « pour tout investissement touchant à l'« intérêt national » dans onze secteurs : défense, produits chimiques, technologies « duales » (pouvant servir au militaire comme au civil), etc. »[72]. La protection a été étendue à de nouveaux secteurs(l'eau, l'énergie, les transports, les communications électroniques et la santé publique) par le décret no 2014-479 en date du 16 mai 2014. Ces décrets donnent la possibilité au gouvernement de mettre un veto sur des investissements étrangers qui portent atteintes aux intérêts stratégiques de la France[77],[78],[79].

### Manipulation du taux de change
Une monnaie se dévalue, ou subit une dévaluation, lorsque son taux de change se déprécie par rapport à une monnaie de référence, ou un panier de monnaies. Un gouvernement peut intervenir sur le marché des changes en « vendant de la monnaie » pour abaisser la valeur de sa devise. Cela rend les produits moins chers à l'exportation, mais diminue le pouvoir d'achat en produits importés (condition de Marshall-Lerner).
Par exemple, en 2010, Paul Krugman écrit que la Chine poursuit une politique mercantiliste et prédatrice, c'est-à-dire qu'elle maintient sa monnaie sous-évaluée pour accumuler des excédents commerciaux en utilisant le contrôle des flux de capitaux. Le gouvernement chinois vend du Yuan et achète des devises étrangères afin de maintenir le Yuan à un bas niveau, ce qui donne au secteur manufacturier chinois un avantage de coût sur ses concurrents. Les excédents de la Chine drainent la demande américaine et ralentissent la reprise économique dans d'autres pays avec lesquels la Chine fait du commerce. Paul Krugman admet que les déficits commerciaux appauvrissent les États-Unis et représentent une menace. Il écrit : "C'est la politique de change la plus faussée qu'une grande nation ait jamais suivie". Il note que le Yuan sous-évalué équivaut à imposer des droits de douane élevés ou à accorder des subventions à l'exportation. Une monnaie moins chère améliore l'emploi et la compétitivité parce qu'elle rend les importations plus chères tout en rendant les produits nationaux plus attractifs. Il s'attend à ce que les excédents chinois détruisent 1,4 million d'emplois américains de 2010 à 2011,,.

### Passation de marchés publics
Un pays peut instituer dans les politiques de passation des marchés publics une préférence pour les produits fabriqués localement (ou pour les services des entreprises locales).
Par exemple, les États-Unis ont instauré une clause « acheter américain » (Buy American Act) pour leurs marchés publics.
En 2022, l’Union Européenne constate l’asymétrie qui règne entre elle et ses partenaires commerciaux. Les marchés publics européens sont ouverts à 90 % aux entreprises étrangères, alors que la plupart des grandes puissances commerciales du monde favorisent leurs entreprises locales. Si un pays empêche les entreprises européennes de répondre à des marchés publics, ou restreignent leur accès l’Europe pourra riposter en restreignant l’accès à ses propres appels d’offres.

### Subventions

#### Subventions aux acheteurs
Elles consistent à accorder des facilités financières aux clients (crédits bonifiés, déductions d'impôts, etc.).
Exemple : Début 2009, les autorités françaises ont décidé de débloquer 5 milliards d'euros pour les futurs acheteurs d'Airbus.
Exemple : Le gouvernement fédéral du Canada a instauré en janvier 2009 un plan qui permet aux acheteurs d’une première résidence de déduire jusqu’à 5 000 $ de coûts (tant pour les frais juridiques que de mutation) de leurs revenus imposables pour l’année d’achat.

#### Subventions aux producteurs
Les subventions visent à donner un avantage (soit sous forme de prêts bonifiés, soit sous forme de dons) aux producteurs nationaux.
Exemple : En 2008 et 2009, les États-Unis et la France ont accordé des aides à leurs constructeurs automobiles,.
Exemple : Depuis 2007, les agriculteurs québécois ont reçu environ 1,1 milliard de dollars par année des différents programmes gouvernementaux fédéraux et provinciaux.

### Clause de sauvegarde
Lorsqu'un pays considère qu'une de ses productions est gravement menacée, la mise en œuvre de la « clause de sauvegarde » vise à limiter les importations (soit en les interdisant, soit en les taxant fortement) durant une période donnée.
Exemple : Fin 2008, l'Inde a décidé de taxer fortement les importations d'acier

## En débat pour les altermondialistes
Le mouvement altermondialiste s'oppose à la concurrence internationale entre les travailleurs qu'induit la baisse des tarifs douaniers entre les États (« libre-échange »). Le mouvement altermondialiste est aujourd'hui traversé d'un débat entre partisans de ce que l'ancien président d'Attac Bernard Cassen a nommé des formes de « protectionnisme altruiste » et des économistes critiques du protectionnisme. On peut trouver cette controverse dans le débat entre les économistes Jacques Sapir, partisan de mesures protectionnistes, et Michel Husson, qui n'y voit pas une solution à la crise et au chômage de masse.
Certains altermondialistes reprennent les théories de l'économiste Friedrich List : des pays développés(par exemple les États-Unis après l'indépendance, Japon, Corée du Sud, après la Seconde Guerre mondiale) ont construit leur industrie en utilisant le protectionnisme. D'autres altermondialistes prônent le commerce équitable et l'organisation de la production et du commerce en coopératives. Le juste échange, respecterait les normes non marchandes — sanitaires, environnementales, sociales, culturelles — défendues par les agences spécialisées de l'ONU (OMS, OIT, PNUE, FAO, Unesco…) et les ONG, et s'efforcerait d'intégrer ces normes dans les traités commerciaux internationaux. Il ménagerait des périodes de transition suffisantes, au Nord comme au Sud, pour permettre les adaptations nécessaires des systèmes productifs et des emplois, induites par l'ouverture à la concurrence, et enrayer, dans les pays développés, le processus de désindustrialisation. Il permettrait de protéger les industries naissantes et les activités stratégiques au nom de la défense de la souveraineté.

### Émission de radio
- Tiphaine de Rocquigny, « Les batailles du protectionnisme », sur Radio France, France Culture, Entendez vous l'éco, janvier 2023